# Psalidomyrmex foveolatus
Psalidomyrmex foveolatus är en myrart som beskrevs av Andre 1890. Psalidomyrmex foveolatus ingår i släktet Psalidomyrmex och familjen myror. Inga underarter finns listade i Catalogue of Life.

## Bildgalleri

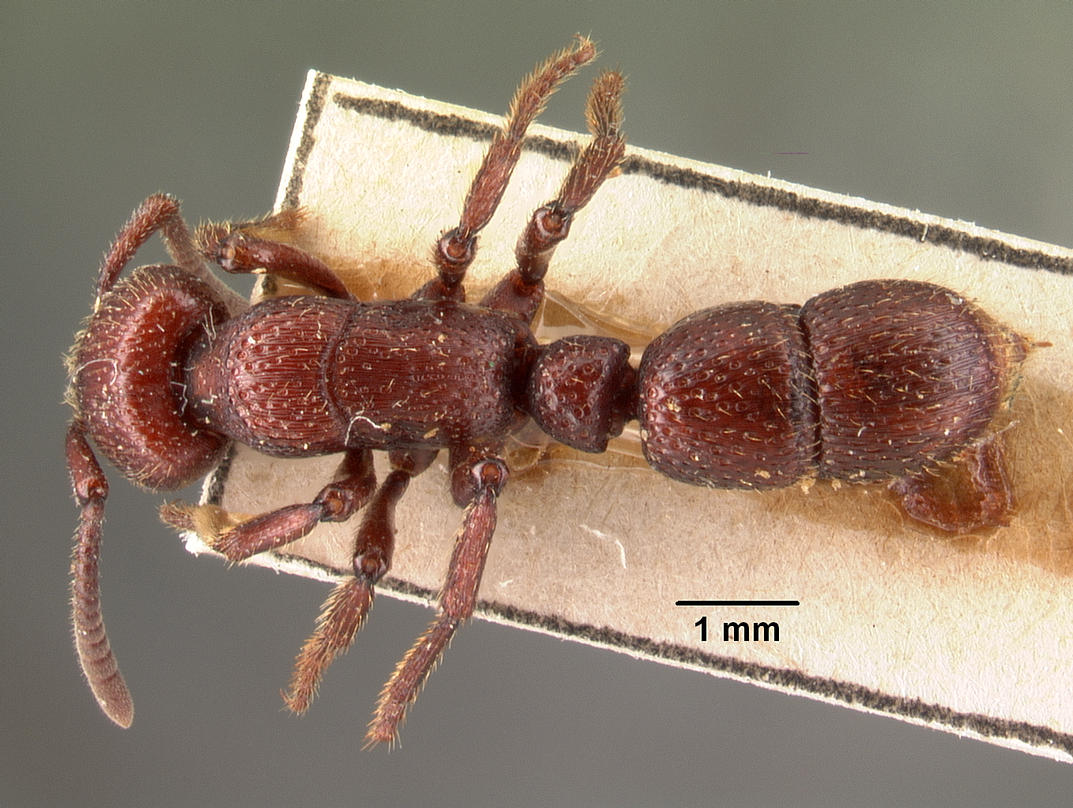
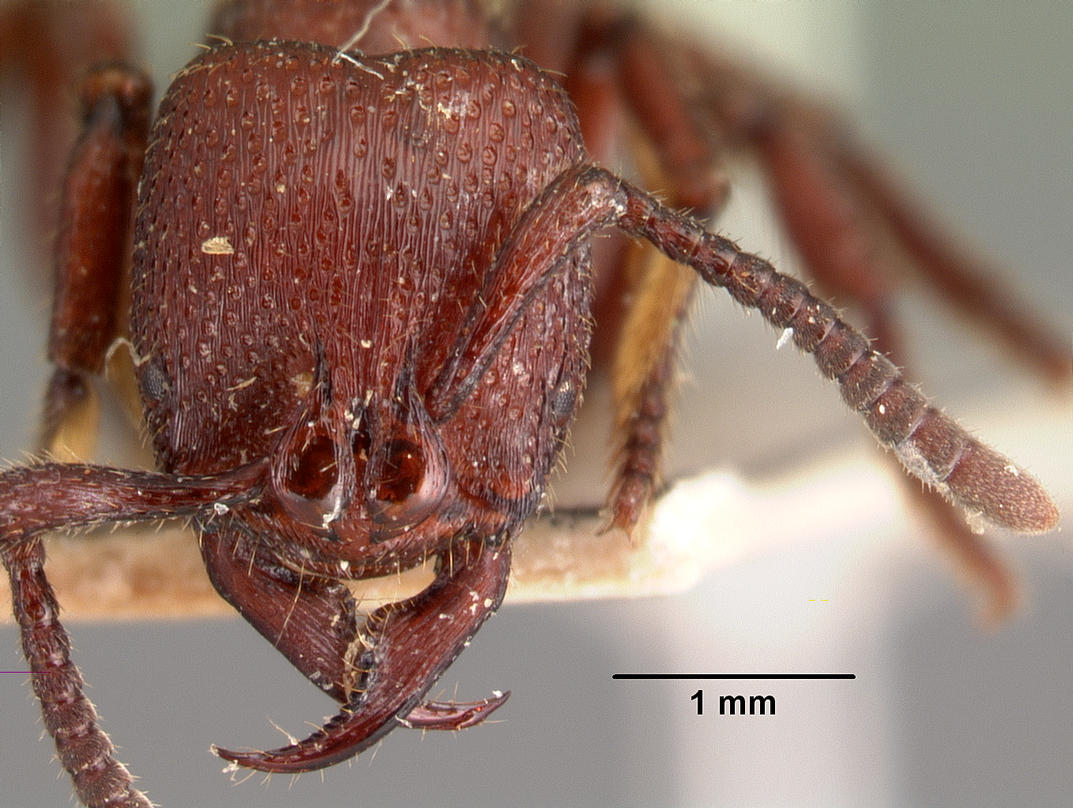
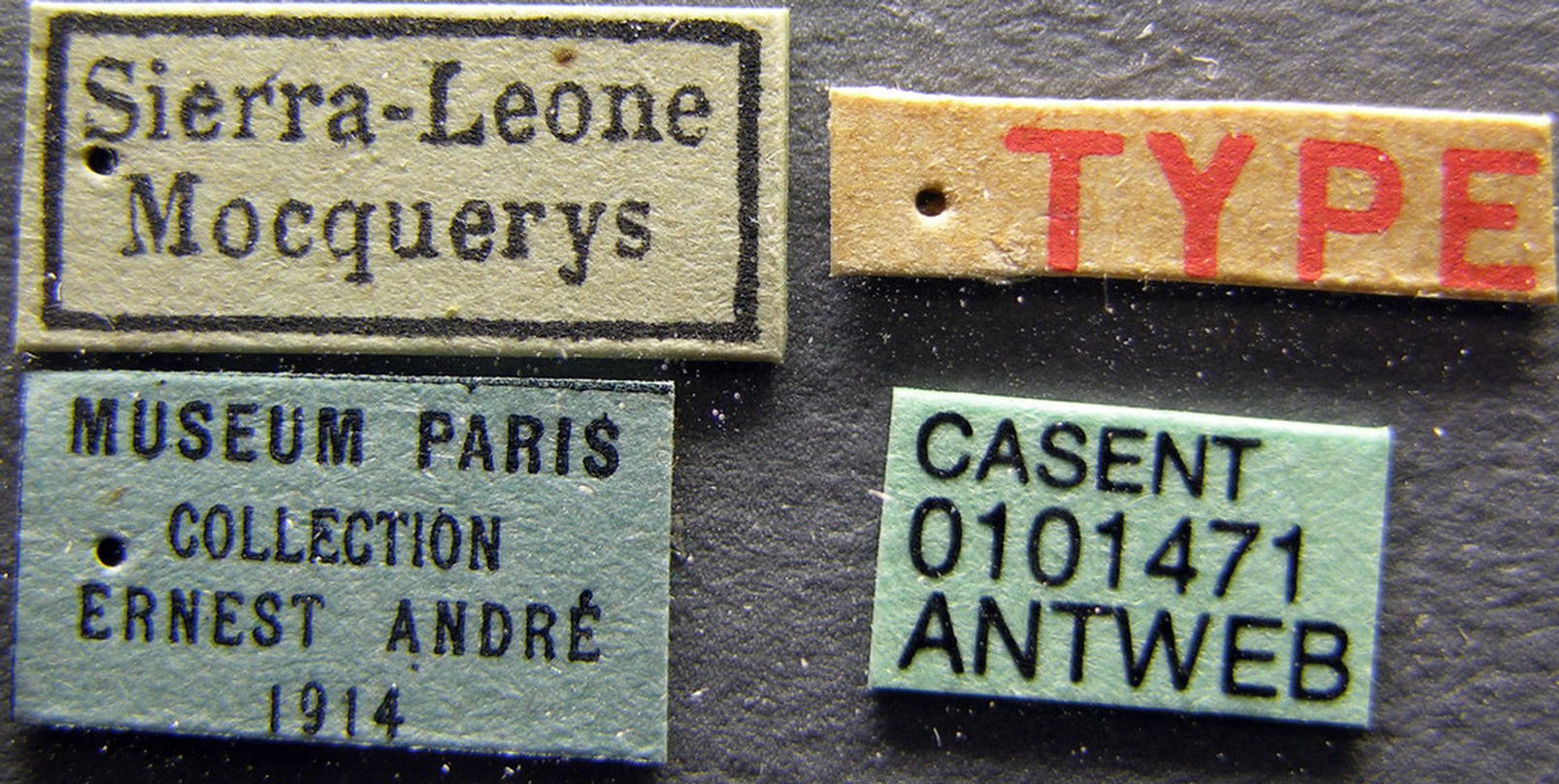
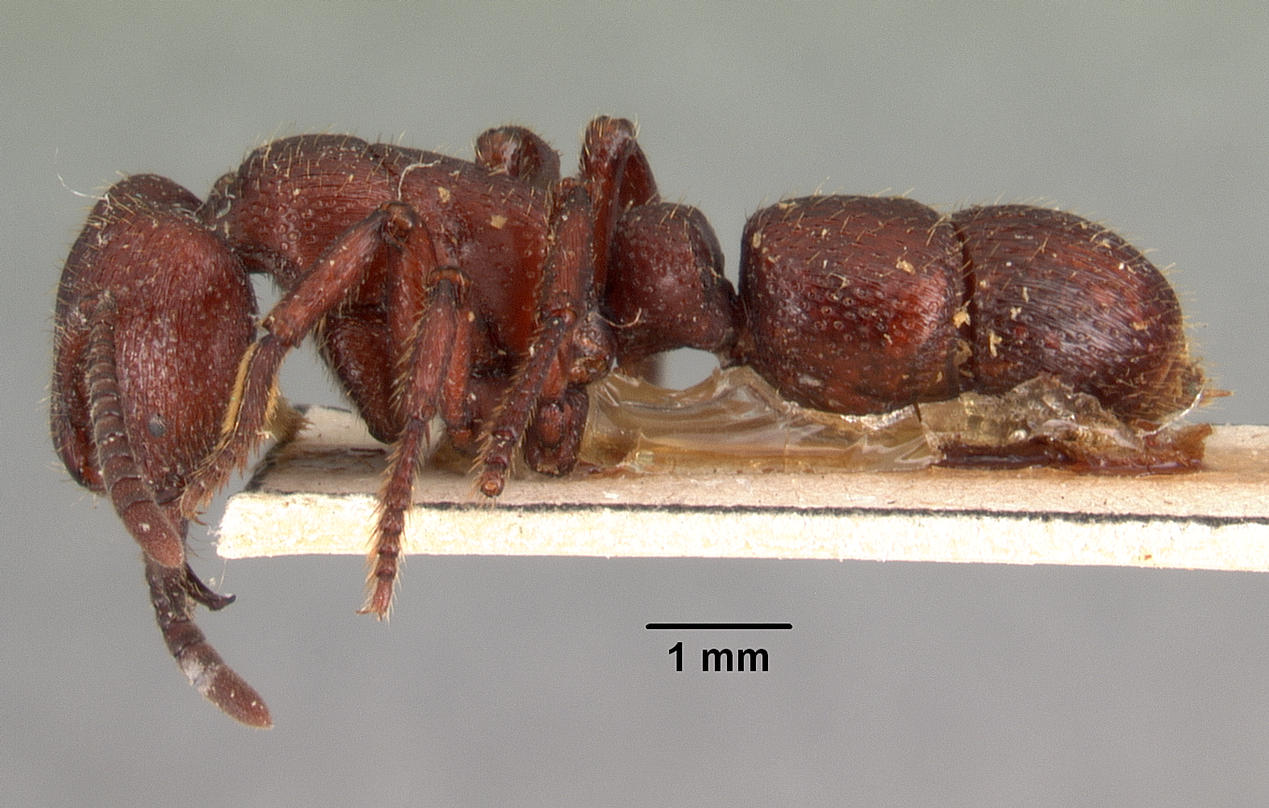
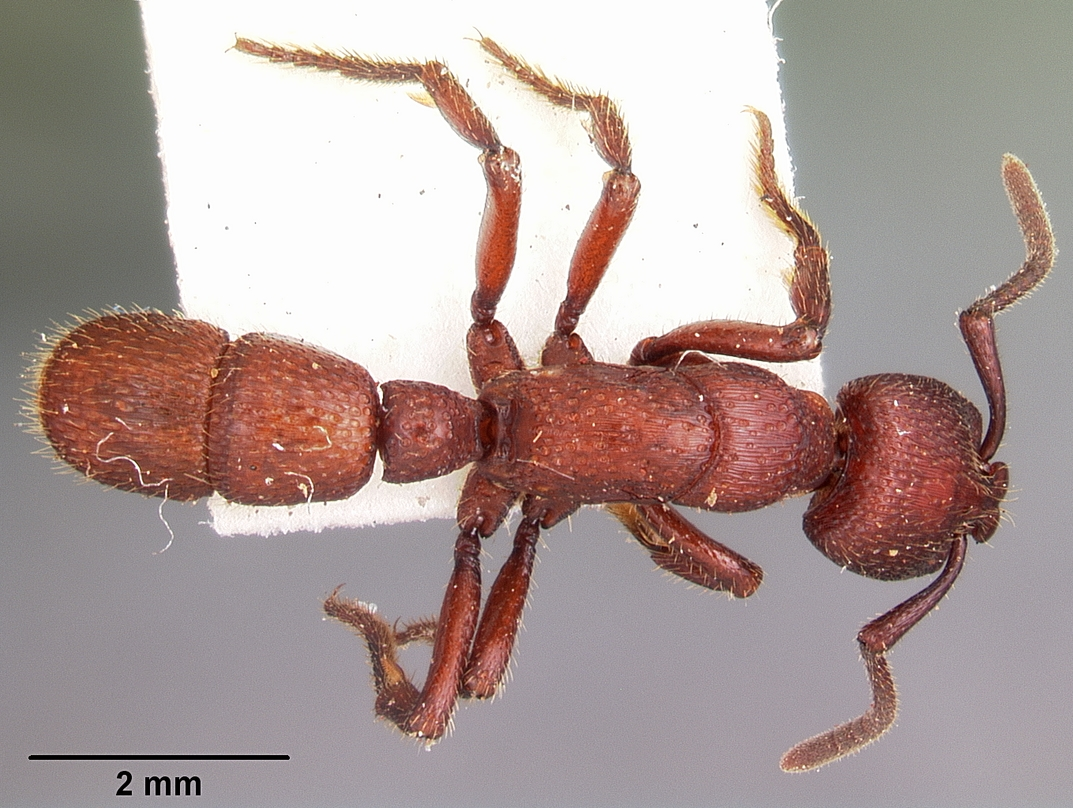
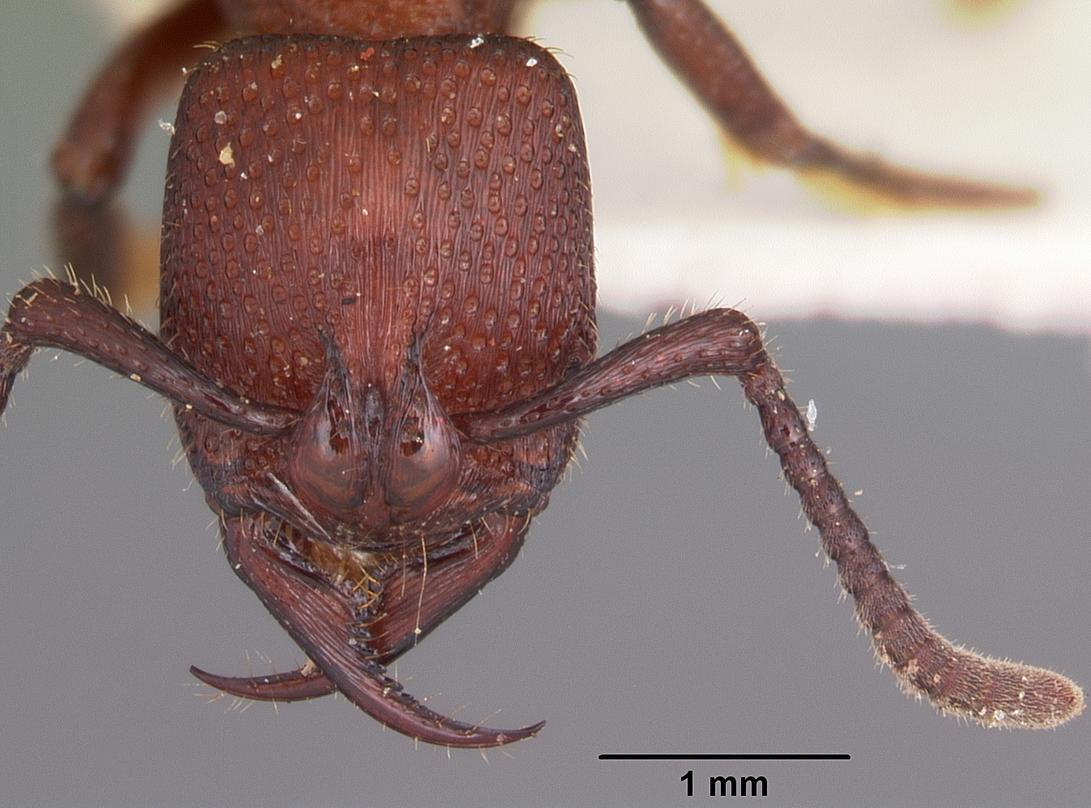